# Ялуторовский дистрикт
Ялу́торовский дистри́кт — административно-территориальное образование на территории Сибири.

## История
Образован в 1720—1723 годах в Тобольском уезде Тобольской провинции Сибирской губернии. В 1782 году территория Ялуторовского дистрикта разделена между Курганским и Ялуторовским уездами вновь образованной Тобольской губернии.

## Состав
По состоянию на 1749 год включал следующие населённые пункты:
1. Ялуторовский острог. При нём деревни: Байчанская, Бердюгина, Бороушка, Гилёва, Денисова, Зырянская, Криволуцкая, Кривощёкова, Петелина, Кавдыцкая, Романова, Коженова, Коктюльская, Куткина, Лыбаева, Менщикова, Могильская, Непряцкая, Першина, Пономарёва, Свиньина, Сингульская, Сухорукова, Тумашёва, Уковская, Чухреева.
2. Острог Суерский (Суерка). При нём деревни: Буйкова (Буньково), Бызова (Бызово), Верхотурова, Голопупова (Петропавловка), Калинина, Колунина, Карагужева, Кропанидина (Короткова), Лескова, Московская (Московка), Новая Шадрина, Переладова, Петрушина, Пушкарёва (Пушкарева), Рякишева, Сингирева, Скородумова (Скородум), Скурдина, Старая Шадрина, Тютрина, Угренинова, Чёрная.
3. Усть-Суерская слобода. При ней: село Шмаковское; деревни: Волосникова, Волосникова, Гладунина, Достовалова, Дугина, Заозёрная, Зверева, Зверева, Коркина, Мокина, Мясникова, Памятинская, Петухова, Плотникова, Речкина, Романова, Романова, Секисова, Слободчикова, Суслова, Широкова.
4. Емуртлинская слобода. При ней деревни: Бердюгина, Кашаирская, Морева, Нерпина, Слободчикова, Талицкая.
5. Верх-Суерская слобода. При ней деревни: Ошуркова, Просекова, Терпугова, Шмакова, Щукина.
6. Белозерская слобода. При ней деревни: Баитова, Боровая, Бочанцева, Грудина, Зюзина, Истоцкая, Обабкова, Корюкина, Куликова, Меньщикова, Окатьева, Пешноярская, Пушкарёва, Слободчикова, Соловьёва, Тюменцева, Шмакова, Шмакова.
7. Тебеняцкая слобода. При ней деревни: Камаганская, Першина, Попова, Тебеняцкая.
8. Солтосарайская слобода. При ней деревни: Деулина, Кокоринова, Пьянкова, Солтосарайская, Старцева.
9. Иковская слобода. При ней деревни: Бакланская, Белоярская, Боброва, Варлакова, Говорухина, Кошкина, Лузикова, Лушникова, Нифанова, Падерина, Притыкина, Русакова, Редькина, Чекалина, Чунеева, Шишкина, Юшакова.
10. Царёв-Курган. При нём: село Введенское; деревни: Арбинская, Белоярская, Воронова, Силкина, Комарская, Красильникова, Курганская, Могильникова, Первухина, Сизикова, Смолина, Усть-Езевская, Утяцкая, Челнокова, Чалкина, Черёмухова, Чеусова, Чимеева, Шкоцкая.
11. Утяцкая слобода. При ней: село Успенское; деревни: Вавилкова, Галишева, Завьялова, Меньщикова, Предеина, Сабанина, Утяцкая.

По Ревизским сказкам 1782 года (4-я ревизия) в состав Ялуторовского дистрикта входила также Лебяжья слобода. При ней, в том числе, деревни: Якунина, Верхняя Глубокая, Желтика, Решная, Лисья, Островная, Малая Глубокая, Камышная, Слободчикова (список не полный, составлен по тому 2 Ревизских сказок, наименование деревень дано в редакции Ревизских сказок).